# Sinforiano Acinas Hortigüela
Sinforiano Acinas Hortigüela (Contreras (Burgos), ¿?-¿?, ¿1932?) fue un médico, farmacéutico y militar español. 
Se doctoró en Farmacia con la tesis De la septicemia, sus causas, alteraciones patológicas, síntomas, diagnóstico, pronóstico y tratamiento (1881).
Coautor de un estudio histórico sobre la peste bubónica con Mariano Llovet, Manuel Alemán y Julio Páramo.
Contrajo matrimonio con Melitona Lasa Otamendi.

## Obras
- ¿Cuál es la principal acción de la digital? (1872)
- De la septicemia, sus causas, alteraciones patológicas, síntomas, diagnóstico, pronóstico y tratamiento (1881)